# Bitti
Bitti (sardinski: Bìtzi) je grad i općina (comune) u pokrajini Nuoru u regiji Sardiniji, Italija. Nalazi se na nadmorskoj visini od 549 metara i ima 2 845 stanovnika.
Prostire se na 215,37 km2. Gustoća naseljenosti je 13 st/km2.
Susjedne općine su: Alà dei Sardi, Buddusò, Lodè, Lula, Nule, Onanì, Orune, Osidda i Padru.